# Pítko (Josef Klimeš)
Pítko, dříve také nazývané Kašna na křižovatce Koněvova a Na Jarově, je granitová skulptura/vodní pítko na Žižkově v Praze 3 v geomorfologickém celku Pražská plošina.

## Historie a popis díla
Pítko připomíná květ a v půdorysném pohledu má tvar čtyřlístku. Uprostřed na povrchu je půlkulové vhloubení se zdrojem vody. Autorem díla, které vzniklo v roce 1987, je český sochař Josef Klimeš (1928–2018).

## Další informace
Dílo je celoročně volně přístupné. V blízkosti se nachází další skupina betonových plastik Patníky od stejného autora.

## Galerie

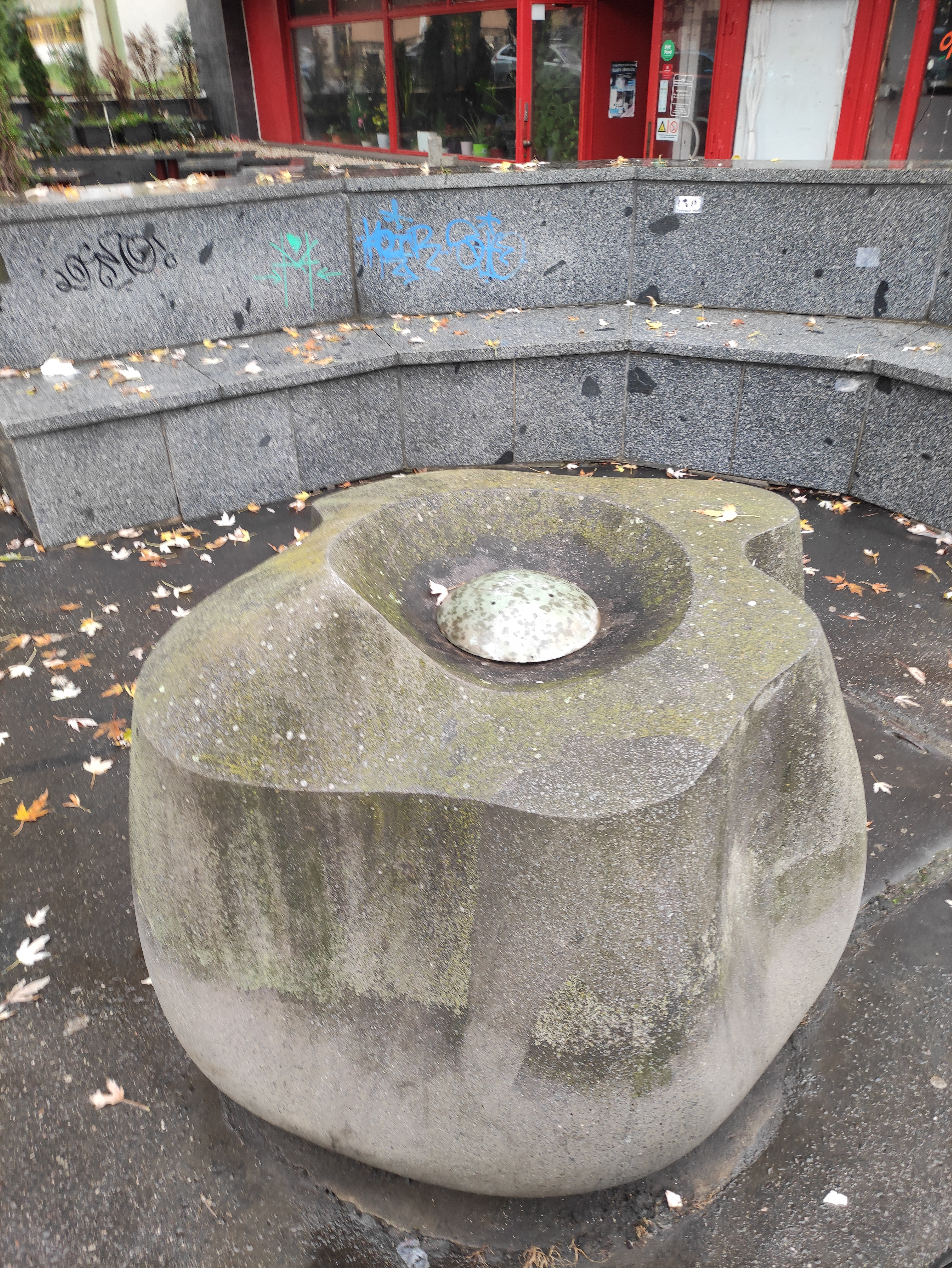
Detail díla